# Булевар (Бања Лука)
Булевар је једна од градских мјесних заједница Бање Луке.

## Положај
Налази се у непосредној близини центра града. Име је вјероватно добила по Булевару цара Душана (некадашњем Булевару револуције) који је био прва улица у граду са ријечју "булевар" у називу, изграђена педесетих година ХХ вијека изнад засвођене рјечице Црквене.

## Изградња насеља

### Изградња уз Булевар цара Душана[1]
Након изградње саме саобраћајнице, почела је изградња стамбених и стамбено-пословних објеката непосредно уз њу, у духу архитектуре модерне.
У овом насељу налази се први бањалучки стамбени небодер, чија је изградња почела 1960. године према пројекту загребачког архитекте Владимира Угреновића, познат као "плави небодер". У питању је типски небодер (тип "Угреновић У1") који је првобитно пројектован за потребе Завода за стамбену изградњу у Загребу, гдје је и реализовано неколико таквих солитера, а кога су касније купили бањалучки инвеститори. Други такав небодер, данас са жутом фасадом, изграђен је неколико година касније. Оба солитера су спратности Су+П+12.
Остала два солитера, другачијег изгледа и габарита, изграђена су након наведених. Као и првобитни, и ови су изведени у ливеном бетону, само што су на два посљедња направљене "бразде" у оплати како би се опонашала префабрикована градња, која је тада била актуелна у Европи. И ова два солитера су спратности Су+П+12.
Остале стамбене и стамбено-пословне зграде из тог периода имају од 5 и 8 спратова.

### Стара чаршија, позната као Ханиште[2]
Простор око џамије Ферхадије и Сахат-куле (која још није обновљена) датира још из периода Ферхат-паше Соколовића, када су на овом простору изграђени приземни занатски објекти са ћефенцима. Ови објекти били су грађени од дрвета и ћерпича са крововима покривеним шиндром, па се стога нису ни сачували него су замијењени објектима од трајнијих материјала. Замјена ових објеката објектима од камена и опеке са крововима покривеним цријепом одвијала се у вријеме Османског царства (нарочито након пожара у XIX вијеку) као и у периоду аустро-угарске владавине. Нови објекти су били приземни, приземни са поткровљем или једноспратни. Приземни објекти су имали јако наглашене поткровне вијенце и отворе који су најчешће завршавали лучно са израженом фасадном пластиком у облику крунског вијенца и архиволтама. Објекти који су имали поткровље или спрат имали су такође наглашену фасадну пластику око приземних прозора, док је на спрату та пластика била мање наглашена.
Иако је чаршија током година мијењала објекте који су се у њој налазили, она је све вријеме задржавала карактеристике оријенталног града.
У периоду послије Другог свјетског рата мања пажња се поклањала објектима из ранијих периода, усљед чега су срушени поједини објекти у близини Сахат-куле и на њиховом мјесту изграђене зграде Техничког факултета (данашњи Електротехнички факултет) и Ђачког дома, која је срушена након разорног земљотреса 1969. године, обје у стилу архитектуре Модерне.
Педесетих година XX вијека, измјештањем говедарнице (сточне пијаце) у сјеверни дио града, срушен је Безистан (покривена чаршија), на простору и данас сачуване калдрме у Тржничкој улици, а такође се руше и још неки објекти у окружењу, чиме се њихови локалитети претварају у зелене површине или у градилишта нових објеката.
Почетком шездесетих година XX вијека, у Улици Краља Петра Првог Карађорђевића (тадашњој Маршала Тита) почела је изградња једноспратног објекта са експрес-рестораном у приземљу и класичним рестораном на спрату, са конзолно истакнутом терасом. У овом објекту у другој половини деведесетих година налазио се Тржни центар "Адрија", а данас су у приземљу трговачке радње са кафе баром на спрату. Пројекат ове зграде, као и стамбено-пословне осмоспратнице уз Улицу војводе Момчила (раније Иве Мажара) и пословне зграде предузећа "Метал" на углу наведене улице са Булеваром цара Душана (раније Булеваром револуције) урадио је архитекта Неџад Хотић.
Осамдесетих година XX вијека, у складу са смјерницама Урбанистичког плана из 1971. године, приступило се санацији, реконструкцији и ревитализацији објеката у Старој чаршији. Најзначајнији подухват из тог периода је изградња новог занатског центра на локалитету преко пута џамије Ферхадије, према пројекту архитекте Омера Бербера. Наиме, на наведеном локалитету срушени су стари објекти и након тога откопани су темељи Ферхат-пашиног караван-сараја са античким слојевима испод. Остаци караван-сараја дијелом су сачувани на начин да је нови занатски центар значајно увучен у односу на грађевинску линију, чиме се ти остаци данас јасно виде са тротоара главне улице. Нови занатски центар се одликује приземним занатским и трговачким објектима са примјеном традиционалних елемената и вишеводним косим крововима, а испред њега се, поред остатака караван-сараја, налази и мала фонтана од бијелог бетона. Овај нови објекат изграђен у духу ранијег времена дао је овом простору потпуно нови квалитет.
Због ранијег присуства караван-сараја, чија је основна улога била хан односно преноћиште, овај простор је од раније познат као Ханиште.

У истом периоду је изграђена и полублоковска стамбено-пословна зграда уз Улицу војводе Момчила, на потезу између улица Браће Мажар и мајке Марије и Меше Селимовића, позната као "Карингтонка". Ова зграда такође има благо наглашене традиционалне елементе али у мањој мјери од занатског центра. Пројекат за ову зграду урадио је архитекта Сеад Захировић.

## Становништво
Према попису становништва из 1991. године, у мјесној заједници Булевар је живјело 3.016 становника.
| Националност       | 1991. |
| Срби               | 1.270 |
| Муслимани          | 727   |
| Југословени        | 654   |
| Хрвати             | 213   |
| остали и непознато | 152   |
| Укупно             | 3.016 |

## Галерија
- Пјешачка стаза у насељу Симе Матавуља
- Споменик краљу Стефану Твртку I Котроманићу
- Каскадна фонтана која симболизује ријеку Врбас
- Први стамбени небодер у Бањој Луци
- Жути небодер, изграђен непосредно након плавог
- Кружни ток са скулптуром штипаљке и стамбене дванаестоспратнице